# Oldenburg
Per a uns altres usos, vegeu Oldenburg (desambigüació).
Oldenburg és una ciutat de la Baixa Saxònia, Alemanya. Es troba a les ribes del riu Hunte, a 41 km de la ciutat de Bremen i de la ciutat neerlandesa de Groningen. Amb 161.438 habitants (2014), és la quarta ciutat més poblada de l'Estat Federat i un dels centres administratius regionals.

## Història
La primera menció de la ciutat d'Oldenburg data de l'any 1108, amb el nom d'Aldenburg. Entre els anys 1810 i 1814, la regió d'Oldenburg fou ocupada pel Primer Imperi Francès. El 1893 un canal del Riu Hunte va connectar el port de la Ciutat amb el Mar del Nord, fet que va incrementar la importància econòmica de la Ciutat. Durant la Segona Guerra Mundial es va destruir L'1,4% de la Ciutat. Després del final de la Segona Guerra Mundial la població d'Oldenburg va augmentar considerablement a causa de l'afluència de refugiats alemanys gràcies al fet que la ciutat fou relativament poc destruïda.

## Geografia

### Clima
Oldenburg compta amb un clima oceànic, representat a la classificació climàtica de Köppen com Cfb, típic de les parts d'Europa occidental afectades per l'oceà Atlàntic.
| Dades climàtiques a Oldenburg (1961-1990) | Dades climàtiques a Oldenburg (1961-1990) | Dades climàtiques a Oldenburg (1961-1990) | Dades climàtiques a Oldenburg (1961-1990) | Dades climàtiques a Oldenburg (1961-1990) | Dades climàtiques a Oldenburg (1961-1990) | Dades climàtiques a Oldenburg (1961-1990) | Dades climàtiques a Oldenburg (1961-1990) | Dades climàtiques a Oldenburg (1961-1990) | Dades climàtiques a Oldenburg (1961-1990) | Dades climàtiques a Oldenburg (1961-1990) | Dades climàtiques a Oldenburg (1961-1990) | Dades climàtiques a Oldenburg (1961-1990) | Dades climàtiques a Oldenburg (1961-1990) |
| Mes                                       | gen                                       | febr                                      | març                                      | abr                                       | maig                                      | juny                                      | jul                                       | ag                                        | set                                       | oct                                       | nov                                       | des                                       | anual                                     |
| ----------------------------------------- | ----------------------------------------- | ----------------------------------------- | ----------------------------------------- | ----------------------------------------- | ----------------------------------------- | ----------------------------------------- | ----------------------------------------- | ----------------------------------------- | ----------------------------------------- | ----------------------------------------- | ----------------------------------------- | ----------------------------------------- | ----------------------------------------- |
| Màxima mitjana °C (°F)                    | 3.2 (37.8)                                | 4.3 (39.7)                                | 8 (46)                                    | 12.5 (54.5)                               | 17.6 (63.7)                               | 20.6 (69.1)                               | 21.8 (71.2)                               | 22.1 (71.8)                               | 18.6 (65.5)                               | 13.8 (56.8)                               | 7.9 (46.2)                                | 4.4 (39.9)                                | 12.9 (55.2)                               |
| Mínima mitjana °C (°F)                    | −1.8 (28.8)                               | −1.4 (29.5)                               | 0.7 (33.3)                                | 3.3 (37.9)                                | 7.4 (45.3)                                | 10.5 (50.9)                               | 12.2 (54)                                 | 11.9 (53.4)                               | 9.4 (48.9)                                | 6.2 (43.2)                                | 2.4 (36.3)                                | −0.3 (31.5)                               | 5 (41)                                    |
| Pluja mitjana mm (polzades)               | 66.1 (2.602)                              | 41.3 (1.626)                              | 55.7 (2.193)                              | 48.5 (1.909)                              | 65 (2.56)                                 | 74.5 (2.933)                              | 74.3 (2.925)                              | 68.8 (2.709)                              | 58.1 (2.287)                              | 61 (2.4)                                  | 67.4 (2.654)                              | 69.3 (2.728)                              | 750 (29.526)                              |
| Font: wetterkontor.de                     |                                           |                                           |                                           |                                           |                                           |                                           |                                           |                                           |                                           |                                           |                                           |                                           |                                           |

## Cultura
Cada any el Festival Internacional de Cinema d'Oldenburg té lloc a la Ciutat.

## Persones il·lustres
- Ulrike Meinhof, Periodista i cofundadora de la Fracció de l'Exèrcit Roig.
- Karl Dietrich Leonhard Engel (1824-1913) literat i músic.
- Louise Liebhardt (1828-1899), soprano i professora de cant.